# Hurleburlebutz
Hurleburlebutz ist ein Märchen (ATU 425A). Es stand in den Kinder- und Hausmärchen der Brüder Grimm nur in der 1. Auflage von 1812 an Stelle 66 (KHM 66a).

## Inhalt
Der König verspricht seine jüngste Tochter einem weißen Männchen, damit ihm dieses den Weg aus dem Wald weise. Nach acht Tagen kommt ein Fuchs ins Schloss, doch sie verkleiden ihm eine Kuhhirtentochter und beim zweiten Mal eine Gänsehirtentochter. Er trägt sie „Hurleburlebutz!“ in den Wald, aber merkt den Betrug an ihren Reden, als er sich lausen lässt. Er droht dem König, bekommt die Prinzessin, und lebt als weißes Männchen mit ihr in seiner Hütte. Einmal muss er fort, um als mittlere dreier weißer Tauben zurückzukehren, der die Prinzessin auf seine Bitte den Kopf abschlägt. Da ist er ein erlöster junger Prinz, und sie erben das Reich.

## Herkunft
Das Zauber- oder Erlösungsmärchen stammt von Johanna Hassenpflug. Es steht später nur noch in der Anmerkung zu dem ähnlichen KHM 127 Der Eisenofen. Vgl. zum Fuchs auch KHM 57 Der goldene Vogel.

## Rezeption
In einigen Ausgaben der Kinder- und Hausmärchen ist dieses Märchen, wie auch andere nicht mehr veröffentlichte Märchen, im Anhang zu finden. Vgl. Bechsteins Der weiße Wolf.
Das Märchen wurde mehrfach als Hörspiel (Hörbuch) in einer Ausführung des Detmolder Theater-Ensembles vertrieben.

## Adaption
- 2016: Das singende, klingende Bäumchen, Deutschland, Märchenfilm der 9. Staffel aus der ARD-Reihe Sechs auf einen Streich. Verwendung von Motiven des Märchens.